# ك. روس ستيفنسون
ك. روس ستيفنسون هو سياسي كندي، ولد في 1 أكتوبر 1942 في كندا. حزبياً، نشط في حزب أونتاريو المحافظ التقدمي والحزب الكندي التقدمي المحافظ. وقد انتخب عضو برلمان مقاطعة أونتاريو وانتخب عضو مجلس العموم الكندي.